# Vanadium-50
Vanadium-50 of 50V is radioactieve isotoop van vanadium, een overgangsmetaal. De abundantie op Aarde bedraagt 0,25%.

## Radioactief verval
Vanadium-50 vervalt voor 83% door bètaverval tot de stabiele isotoop titanium-50 (de vervalenergie bedraagt 1182,918 keV):
{\displaystyle {\ce {{^{50}_{23}V}->{^{50}_{22}Ti}+{e^{+}}+{\nu }_{e}}}}
Het andere gedeelte (17%) vervalt door bètaverval naar chroom-50 (dat verder vervalt tot titanium-50):
{\displaystyle {\ce {{^{50}_{23}V}->{^{50}_{24}Cr}+{e^{-}}+{\bar {\nu }}_{e}}}}
De halveringstijd van het verval is extreem groot: 1,5 × 1017 jaar. De facto kan deze isotoop eveneens als stabiel worden beschouwd, omdat de halveringstijd honderden miljoenen malen groter is dan de leeftijd van het universum.
40V · 41V · 42V · 43V · 44V · 44mV · 45V · 46V · 46mV · 47V · 48V · 49V · 50V · 51V · 52V · 53V · 54V · 54mV · 55V · 56V · 57V · 58V · 59V · 60V · 60m1V · 60m2V · 61V · 62V · 63V · 64V · 65V · 66V · 67V